# Синдия
Синдѝя (на италиански и на сардински: Sindia) е село и община в Южна Италия, провинция Нуоро, автономен регион и остров Сардиния. Разположено е на 509 m надморска височина. Населението на общината е 1845 души (към 2010 г.).